# Embletonia pulchra
Embletonia pulchra is een slakkensoort uit de familie van de Embletoniidae. De wetenschappelijke naam van de soort is voor het eerst geldig gepubliceerd in 1844 door Alder & Hancock.